# (18169) Amaldi
(18169) Amaldi est un astéroïde de la ceinture principale.

## Description
(18169) Amaldi est un astéroïde de la ceinture principale. Il fut découvert le 20 août 2000 à Colleverde par Vincenzo Silvano Casulli. Il présente une orbite caractérisée par un demi-grand axe de 3,15 UA, une excentricité de 0,16 et une inclinaison de 10,1° par rapport à l'écliptique.

## Compléments